# 东旺乡 (香格里拉市)
东旺乡（藏語：གཏེར་མ་རོང་།），是中华人民共和国云南省迪庆藏族自治州香格里拉市下辖的一个乡镇级行政单位。

## 行政区划
东旺乡下辖以下地区：
上游村、跃进村、中心村、新联村和胜利村。